# Guntram Kraus
Guntram Kraus ist ein ehemaliger deutscher Skispringer.
Kraus stammte aus Johanngeorgenstadt im Erzgebirge, wo er Mitglied des SC Dynamo wurde, bevor er zum SC Traktor Oberwiesenthal wechselte. 1988 nahm er an der Skiflug-Weltmeisterschaft in Oberstdorf teil, bei der er den 36. Platz belegte.
Als Teilnehmer der DDR-Skimeisterschaften 1988 wurde er Dritter beim Springen von der Großschanze.
Bei den DDR-Skimeisterschaften 1989 belegte er im Mannschaftssprunglauf den 1. Platz.